# Coenonympha korshunovi
Coenonympha korshunovi är en fjärilsart som beskrevs av Yuri P. Nekrutenko 1978. Coenonympha korshunovi ingår i släktet Coenonympha och familjen praktfjärilar. Inga underarter finns listade i Catalogue of Life.